# Jirón Huancavelica
El Jirón Huancavelica es una calle del Damero de Pizarro en el centro histórico de Lima, capital del Perú. Continuando el trazo del Jirón Miró Quesada, esta vía se extiende desde el jirón de la Unión hacia el oeste, a lo largo de diez cuadras.

## Historia
La vía que hoy constituye el Jirón Huancavelica fue tendida por el conquistador Francisco Pizarro cuando fundó la ciudad de Lima el 18 de enero de 1535. Aunque no fue sino hasta el siglo XIX que le fue dado el nombre que ostenta. En su inicio solo contaba con ocho cuadras.
Desde fines del siglo XVI existía en esta vía un Corral de Comedias. En 1615 fue construido el primer local que fuera destruido por un terremoto en 1746. Desde entonces se ha sometido a varias remodelaciones el local y actualmente funciona el Teatro Segura.
Según la tradición oral limeña, en 1651 un negro angoleño pintó en una cofradía de su casta del barrio de Pachacamilla, donde se extiende esta calle, una imagen de Jesucristo crucificado. Un temblor ocurrido poco después arruinó la casa dejando solo incólume la pared que tenía la figura. En 1660, el vecino limeño Andrés de León dispuso levantar una pequeña capilla para el culto de dicha imagen. Sin embargo, como el cabildo eclesiástico de Lima no consideró decoroso el sitio, ordenó la destrucción de capilla e imagen. Ante ello, el solar fue adquirido por el capitán vizcaíno Sebastián de Antuñano y Rivas quien erigió un templo para la veneración del Santo Cristo de los Milagros como se le empezó a llamar. Posteriormente se levantó el Monasterio de las Nazarenas (por un beaterio con ese nombre fundado por Sor Antonia Lucía del Espíritu Santo en el barrio de Monserrate - actual cuadra 8 del jirón Callao -  y que se mudó a estas propiedades) donde se inició el culto al Señor de los Milagros
En 1730 se levantó la primera iglesia del Santuario y Monasterio de Las Nazarenas y en 1746 se reconstruyó porque se destruyó la misma durante un terremoto. En 1821 el libertador José de San Martín proclamó la independencia del Perú en la Plazoleta de La Merced ubicada en la primera cuadra de esta vía. En 1862, al adoptarse la nueva nomenclatura urbana, la vía fue bautizada como jirón Huancavelica en honor al Departamento de Huancavelica. A fines del siglo XIX, la vía alojó la vivienda del Almirante Miguel Grau quien es considerado el máximo héroe peruano y murió durante la Guerra con Chile.

## Nombres antiguos de las cuadras del Jirón Huancavelica
Desde la fundación de Lima y hasta el año 1862, las calles en Lima tenían un nombre por cada cuadra. Así, una misma vía era, en realidad, varias calles. Es por ello que, antes de que la vía fuera llamada Jirón Huancavelica, cada una de sus 9 cuadras tenía un nombre distinto.
- Cuadra 1: llamada Lescano porque ahí se ubicaba la vivienda de don Pedro de Lescano Centeno y Valdez.
- Cuadra 2: llamada Siete de Septiembre anteriormente se le llamaba Coliseo pero fue renombrada para conmemorar la fecha del desembarco del libertador José de San Martín en la bahía de Paracas, luego se le empezó a llamar Plazuela del Teatro por el Teatro Segura.
- Cuadra 3: llamada Ortiz por algún habitante de esa calle de apellido Ortiz aunque no ha sido identificado el personaje histórico exacto.
- Cuadra 4: llamada Nazarenas, porque esta calle llevaba directamente en el Santuario y Monasterio de las Nazarenas.
- Cuadra 5: llamada Plazuela de Nazarenas por el Santuario y Monasterio de las Nazarenas que se levantó en este solar en el año 1730 y reconstruido en 1746.
- Cuadra 6: llamada Caballos por un establecimiento de alquiler de equinos que existió hasta mediados del siglo XIX.
- Cuadra 7: llamada Torrecilla por la huera que perteneció al fundador de Lima, conquistador Jerónimo de Aliaga la cual contaba con una estructura conocida como la torrecilla de Aliaga.

## Recorrido
El jirón inicia su recorrido desde el Jirón de la Unión. En esa misma esquina se extiende la pequeña Plazoleta de La Merced y en ella la oficina principal del banco Interbank que muestra una portada gótica así como un monumento al presidente Ramón Castilla y una placa conmemorativa a la proclama de la independencia que realizara don José de San Martín. 
En la segunda cuadra se encuentra el Teatro Segura y a su frente la Plazuela del Teatro con un monumento a César Vallejo. En la tercera cuadra se encuentra la Casa Museo Miguel Grau en la casa donde viviera el Almirante Miguel Grau. Cruzando la Avenida Tacna, el Santuario y Monasterio de las Nazarenas es quizá el edificio religioso más importante de la vía. 
El jirón, en sus primeras cuadras, tiene un carácter exclusivamente comercial destacando la presencia de restaurantes. Luego de su cruce con la Avenida Tacna el jirón adquiere un carácter residencial. La parte occidental del jirón, especialmente luego de la Avenida Tacna constituye parte de una de las zonas de criminalidad de la ciudad. En los últimos años, se ha construido una prolongación del jirón, que va desde la plaza Unión hasta la calle Diego Ferré (ex Antonio de Elizalde), atravesando la parte sur del asentamiento humano Conde de la Vega Baja.

## Galería

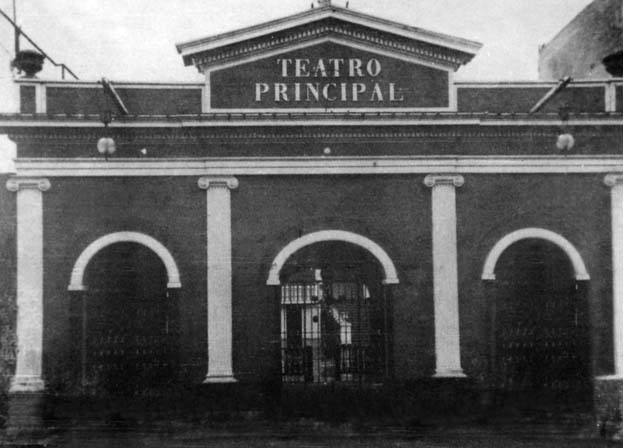
El Teatro Principal a finales del siglo XIX
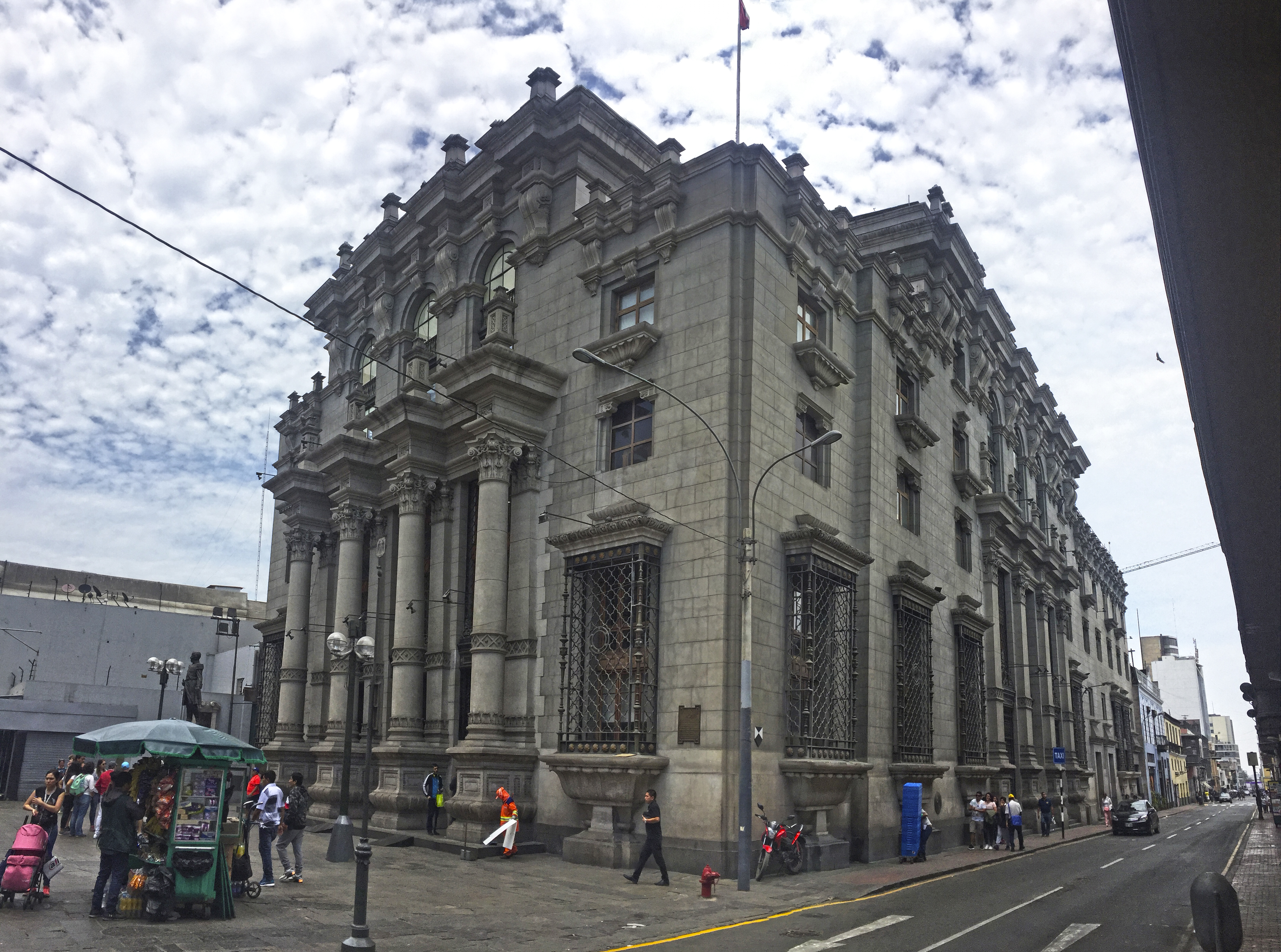
Edificio Interbank
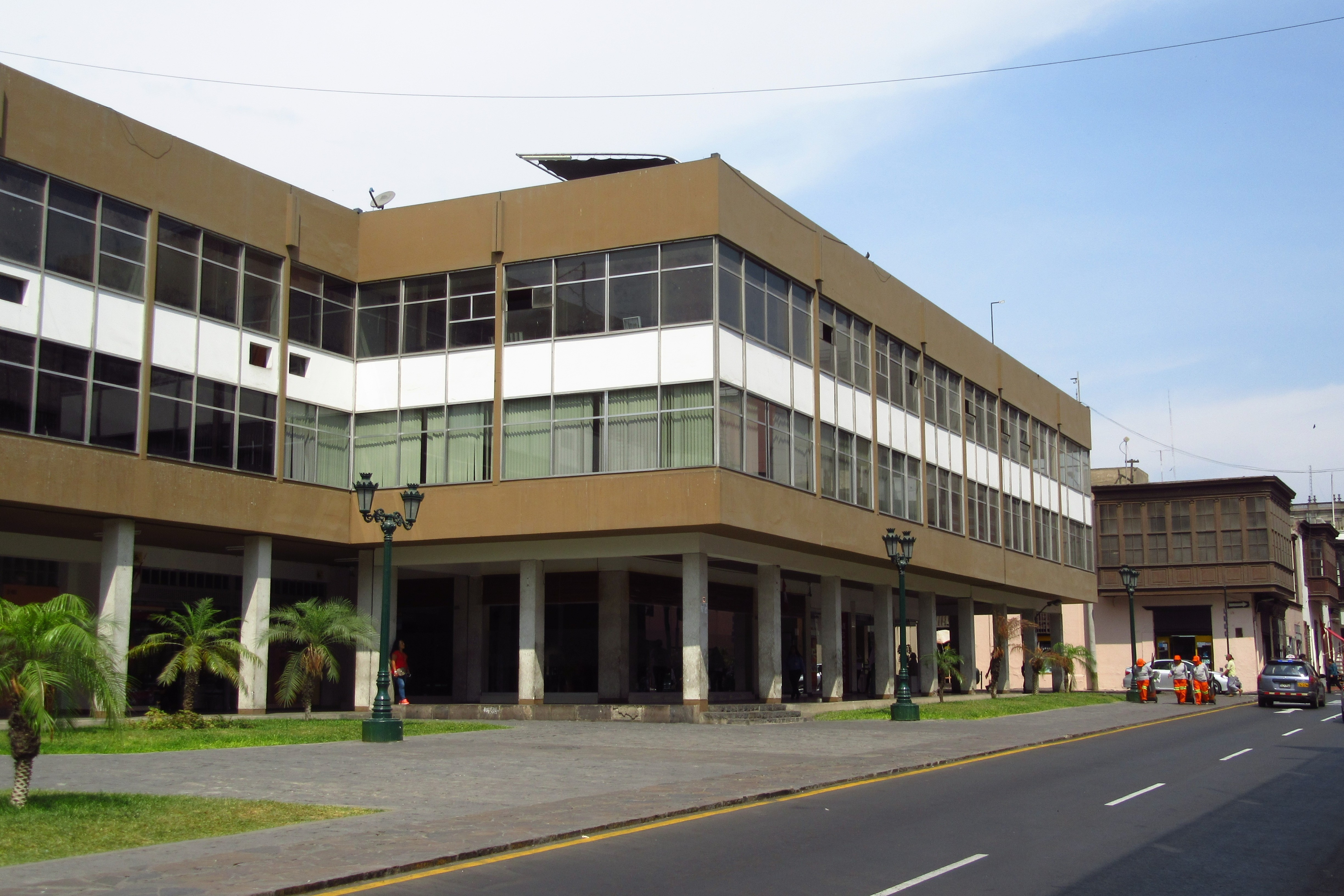
Jirones Huancavelica y Camaná
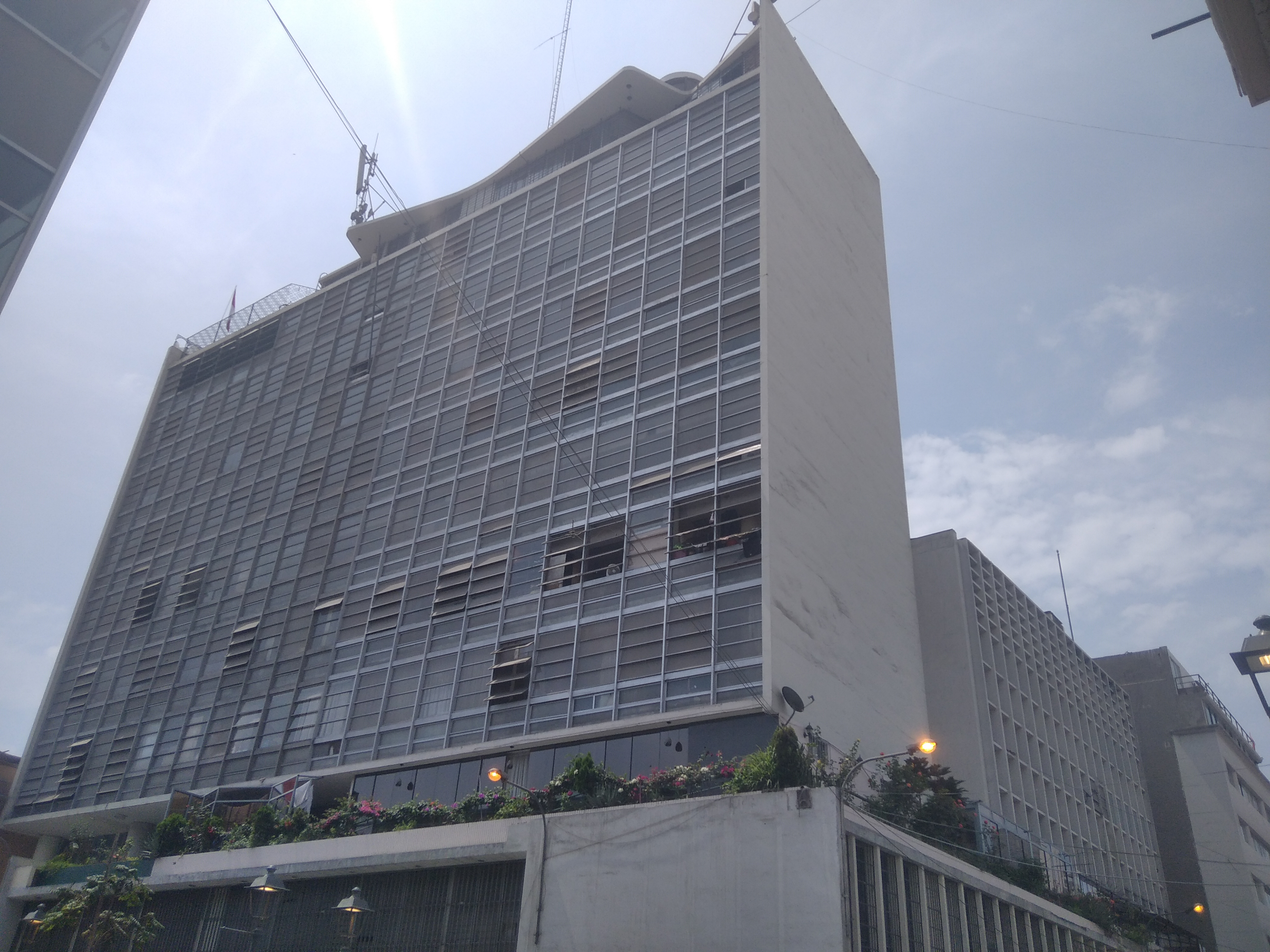
Edificio Atlas